# Mychajlo Romantjuk
Mychajlo Mychajlovytj Romantjuk (ukrainska: Михайло Михайлович Романчук), född 7 augusti 1996, är en ukrainsk simmare.

## Karriär
Romantjuk slutade på 15:e plats på 1 500 meter frisim vid olympiska sommarspelen 2016 i Rio de Janeiro.
I försöksheatet på 800 meter frisim vid olympiska sommarspelen 2020 i Tokyo simmade Romantjuk på tiden 7.41,28, vilket var ett nytt olympiskt rekord samt nationsrekord. I finalen slutade han på tredje plats och tog brons bakom Robert Finke och Gregorio Paltrinieri. Romantjuk simmade även snabbast i försöksheatet på 1 500 meter frisim. I finalen slutade han på andra plats bakom Robert Finke och tog silver.
I december 2021 vid kortbane-VM i Abu Dhabi tog Romantjuk brons på 1 500 meter frisim, vilket var Ukrainas enda medalj vid mästerskapet. I juni 2022 vid VM i Budapest tog Romantjuk brons på 800 meter frisim i långbana samt brons på 5 km i öppet vatten-simning. I augusti 2022 vid EM i Rom tog han guld på 1 500 meter frisim och noterade ett nytt ukrainskt rekord med tiden 14.36,10.
I december 2023 vid kortbane-EM i Otopeni tog Romantjuk brons på både 800 och 1 500 meter frisim. Vid EM 2024 i Belgrad tog han guld på 800 meter frisim och silver på 1 500 meter frisim.